# Refrendario
Los refrendarios o referendarios eran unos oficiales de la dataría apostólica establecidos para examinar las súplicas presentadas al papa y juzgar del mérito de las gracias que se le piden. 
Había dos clases de estos oficiales, unos refrendarios de la signatura de gracia y otros de la de justicia. Formaban un colegio y era necesario que fueran doctores en derecho civil y canónico. Antiguamente, era mucho mayor su número pero Sixto V por su bula Quemadmodum providus del año 1586 los redujo a cien.
En otro tiempo la función de los refrendarios se empleaba exactamente en las signaturas que pasaban por el concessum; colocaban su nombre al lado izquierdo de la parte superior de la signatura, cuando creían que podía concederse la gracia.